# Carlos Coloma
Carlos Coloma Nicolás (ur. 28 września 1981 w Logroño) – hiszpański kolarz górski, brązowy medalista olimpijski, trzykrotny medalista mistrzostw świata i dwukrotny mistrzostw Europy MTB.

## Kariera
Największy sukces w karierze Carlos Coloma osiągnął w 1999 roku, kiedy wspólnie z Margaritą Fullaną, Roberto Lezaunem i José Antonio Hermidą zdobył złoty medal w sztafecie cross-country, a indywidualnie był drugi wśród juniorów na mistrzostwach świata w Åre. Na rozgrywanych dwa lata później mistrzostwach świata w Vail Hiszpanie w składzie: Carlos Coloma, Iñaki Lejarreta, Janet Puiggros i José Antonio Hermida wywalczyli w sztafecie brązowy medal. Ponadto na mistrzostwach Europy MTB w 2003 roku Coloma zdobył dwa medale: brązowy w sztafecie i srebrny w cross-country U-23. W 2008 roku wystąpił na igrzyskach olimpijskich w Pekinie, gdzie zajął 28. miejsce. Na rozgrywanych cztery lata później igrzyskach olimpijskich w Londynie, w tej samej konkurencji zajął szóstą pozycję. W 2016 Rio de Janeiro zdobył brązowy medal.